# Václav Holzknecht
Václav Holzknecht (2. května 1904, Praha – 13. srpna 1988, Jindřichův Hradec) byl český klavírista, hudební vědec, hudební popularizátor, publicista, kritik, dramaturg, organizátor a pedagog, překladatel z francouzštiny, jeden ze zakladatelů mezinárodního hudebního festivalu Pražské jaro, dlouholetý ředitel pražské konzervatoře, osobní přítel hudebního skladatele Jaroslava Ježka.

## Život

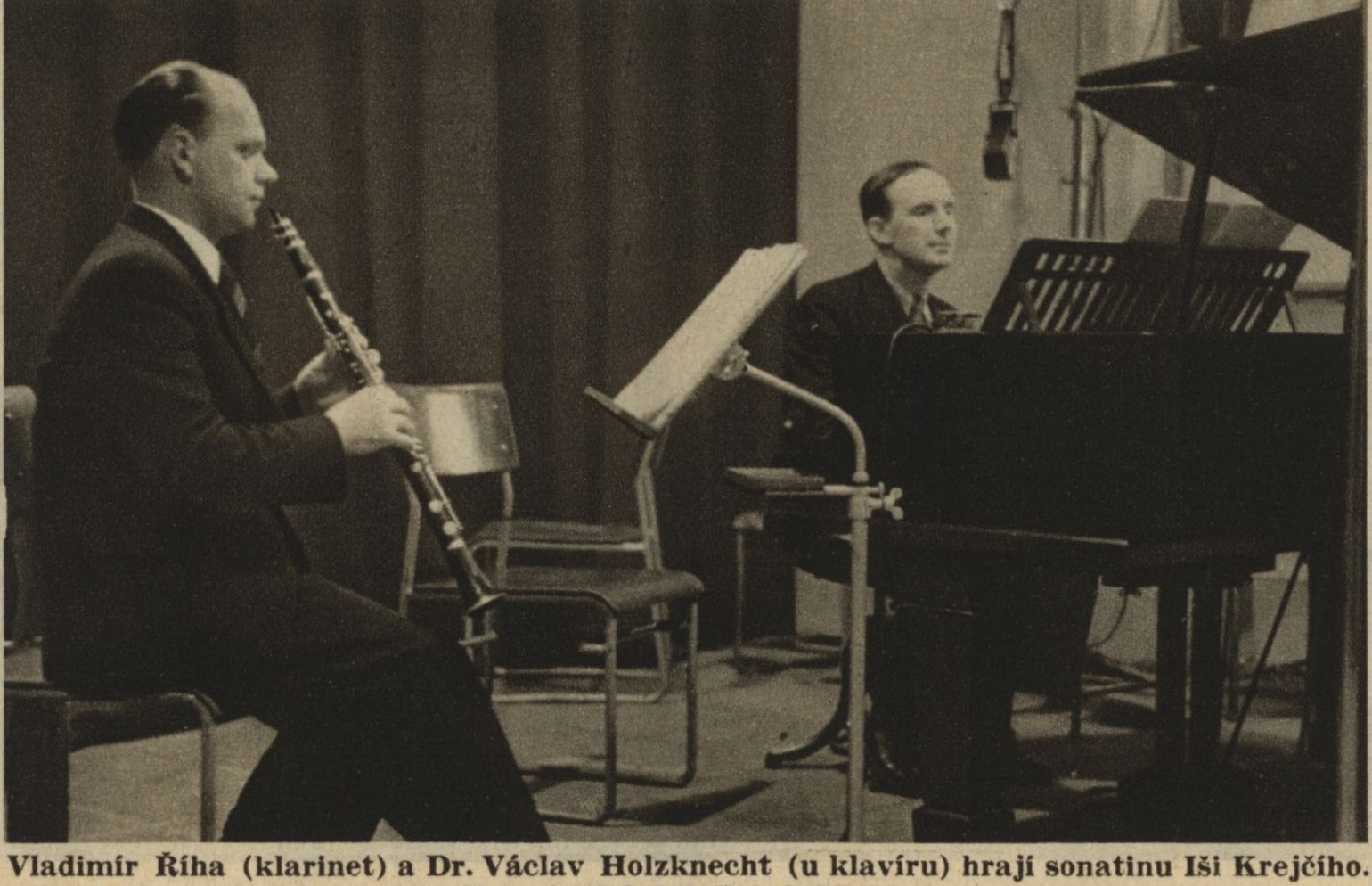
Vladimír Říha a Václav Holzknecht (vpravo) v rozhlas. studiu, 1940

Narodil se jako páté dítě (druhý syn) v rodině pražského svrškaře (obchodníka s kůžemi) Jana Holzknechta (1866–1926) a matky Barbory, rozené Smolíkové (1877–1951). Podle policejní přihlášky žila rodina na Žižkově, ve Štítného ulici. Otec se jako podnikatel pravděpodobně potýkal s finančními potížemi, v roce 1899 byla firma Jana Holzknechta prohlášena za insolventní.
Přes tyto skrovné začátky vystudoval Václav Holzknecht úspěšně práva a během svého vysokoškolského studia dokázal ještě souběžně vystudovat hru na klavír na Pražské konzervatoři. Absolventský koncert měl v červenci 1928, již jako doktor práv (promoce proběhla týž den dopoledne). Do roku 1942 pracoval na ministerstvu financí, hudbě a koncertům se mohl věnovat pouze po večerech a nedělích. Přesto byla jeho hudební aktivita široká a obdivuhodná (viz zajímavost níže).

### Soukromý život
Bližší detaily o soukromém životě Václava Holzknechta se z veřejných zdrojů prozatím nepodařilo dohledat. Podle informace člena rodiny nebyl ženatý a neměl potomky. Nesystematicky psané neúplné paměti četl pouze omezenému okruhu lidí a v posledních letech života je spálil.

### Závěr života
Talent, rozsah znalostí a odborná autorita Václava Holzknechta byly po celý život neobyčejné. Duševní sílu si zachovával do posledních dnů. Ještě 27. července 1988 navštívil firmu Petrof v Hradci Králové, aby se jako předseda hodnotitelské komise vyjádřil ke kvalitě zvuku dvou mistrovských koncertních klavírů. Krátce na to, 13. srpna, zemřel. Je pohřben na pražských Olšanských hřbitovech (část 009, odd. 4, hrob 319).

## Profesní dráha

### Před působením na konzervatoři
Ve třicátých a čtyřicátých letech 20. století (po absolvování konzervatoře) vystupoval jako klavírista, interpretoval zejména současnou hudbu. Ve té době byl též (vedle hlavního zaměstnání na Ministerstvu financí) členem hudební skupiny (kterou dále tvořili František Bartoš, Pavel Bořkovec, Jaroslav Ježek, Iša Krejčí); skupina pořádala v budově S.V.U. Mánes koncerty moderní hudby.

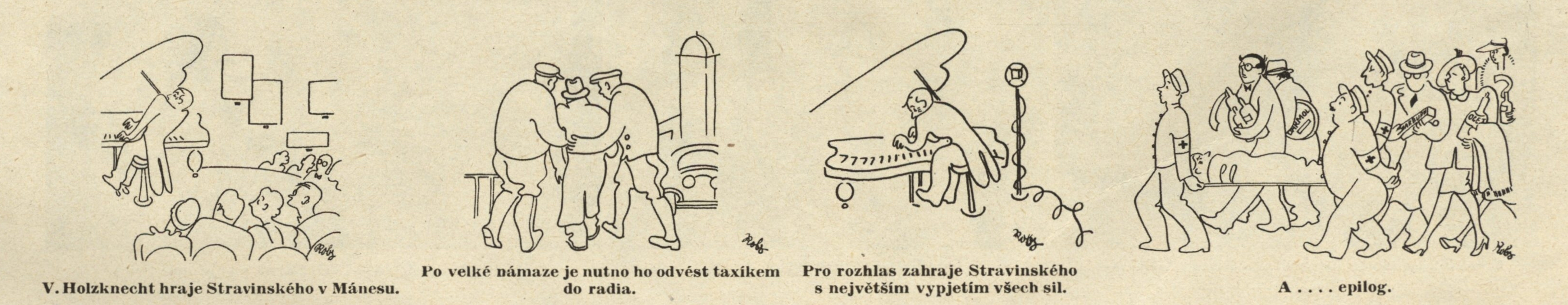
V. Holzknecht, anonymní karitkatura (Robs), Pestrý týden 1937

### Pražská konzervatoř a Národní divadlo
V roce 1942 nastoupil jako pedagog na Pražskou konzervatoř a po půl roce byl zvolen jejím ředitel. Konzervatoř vedl až do roku 1970. Poté celkem tři roky působil ve funkcích ředitele (7. 10. 1970 – 14. 10. 1972) a dramaturga (15. 10. 1972 – 31. 12. 1973) Opery Národního divadla v Praze.

### Ostatní aktivity
Ihned po osvobození v roce 1945 se aktivně zapojil do poválečné činnosti. Např. v červnu 1945 doprovázel akci vězňů koncentračních táborů v Obecním domě v Praze. Celkem šestnáct let (1957–1973) pracoval ve festivalovém výboru hudebního festivalu Pražské jaro coby jeho předseda, pravidelně také zasedal v porotách různých mezinárodních hudebních soutěží. Předsedal také Společnosti Bohuslava Martinů.
O hudbě a jejích interpretech napsal celou řadu knih. Hudbu také velmi často propagoval v rozhlasu i v televizi (pořady Obrazy z dějin české hudby a Prof. Václav Holzknecht vypravuje). Jeho vzpomínky též vyšly v roce 1982 na gramofonové desce.
V roce 1964 byl vyznamenán Řádem práce. Ještě před nástupem husákovského vedení, v únoru 1968, byl oceněn cenou Národního výboru Prahy. V listopadu 1969 se spolu s desítkami dalších kulturních pracovníků přihlásil k aktivní podpoře stranického a státního vedení ČSSR. Podepsal též tzv. Antichartu (1977). V roce 1984 obdržel Řád Vítězného února.

## Literární dílo
Databáze NK ČR eviduje 103 publikací a hudebnin, jejichž autorem, překladatelem, pořadatelem nebo autorem doslovu je Václav Holzknecht. V roce 2007 po padesáti letech vyšlo opravené vydání jeho knihy o životě a díle Jaroslava Ježka a Osvobozeného divadla. Editor Petr Lachmann text zpřesnil mnoha opravami, aktualizován je i přehled Ježkova díla. Kniha je doplněna rozsáhlou ediční poznámkou a úvodem Jiřího Suchého. Mezi jeho nejvýznamnější nebo zajímavá díla patří:

### Překlady
- René Crevel: Těžká smrt (přel. Václav Holzknecht, vydala Kamilla Neumannová, Praha, 1929)

### Monografie o hudbě a skladatelích
- Národní umělec Vítězslav Novák (graf. úprava F. J. Müller, vydalo Ministerstvo informací, Praha, 1948)
- Tak žil Jaroslav Ježek (frontispice a kresby v textu Adolf Hoffmeister, vydalo Rudé právo, Praha, 1949)
- Antonín Dvořák (vydalo Státní nakladatelství dětské knihy, Praha, 1955)
- Jaroslav Ježek a Osvobozené divadlo (karikatury: František Bidlo a Adolf Hoffmeister, vydalo SNKLHU, Praha, 1957)
- Maurice Ravel (vydalo SHV, Praha, 1967)
- Ema Destinnová ve slovech i obrazech (textovou část naps. Václav Holzknecht ; obrazovou část sestavil Bohumil Trita ; [souběžný překlad do němčiny] Adolf Langer, [do angličtiny] Karel a Věra Hudcovi, vydal Panton, Praha, 1972)
- Franz Schubert (vydal Supraphon, Praha, 1972)
- Bedřich Smetana, život a dílo (vydal Panton, Praha, 1979)
- Chopin v obrozenecké Praze 1829 (ocelorytiny Josef Herčík, vydal Supraphon, Praha, 1979)
- Portréty, úvahy, kritiky, morality (vydal Supraphon, Praha, 1983) [Obsahuje i soupis literárních prací V. Holzknechta.]
- Cesta Bohuslava Martinů (ilustroval Jaroslav Šerých, vydala Společnost Bohuslava Martinů, Praha, 1984)
- Jaroslav Ježek a Osvobozené divadlo (vydalo ARSCI, Praha, 2007)

## Film a televize
- Na Jaroslava Ježka vzpomínal v dokumentárním filmu Ježkovské miniatury (1988)
- Hovořil v televizním filmu V. Novák – Život a dílo (1980)
- V osmdesátých letech vystupoval v Československé televizi v pořadu Profesor Václav Holzknecht vypravuje

## Posmrtná vzpomínka

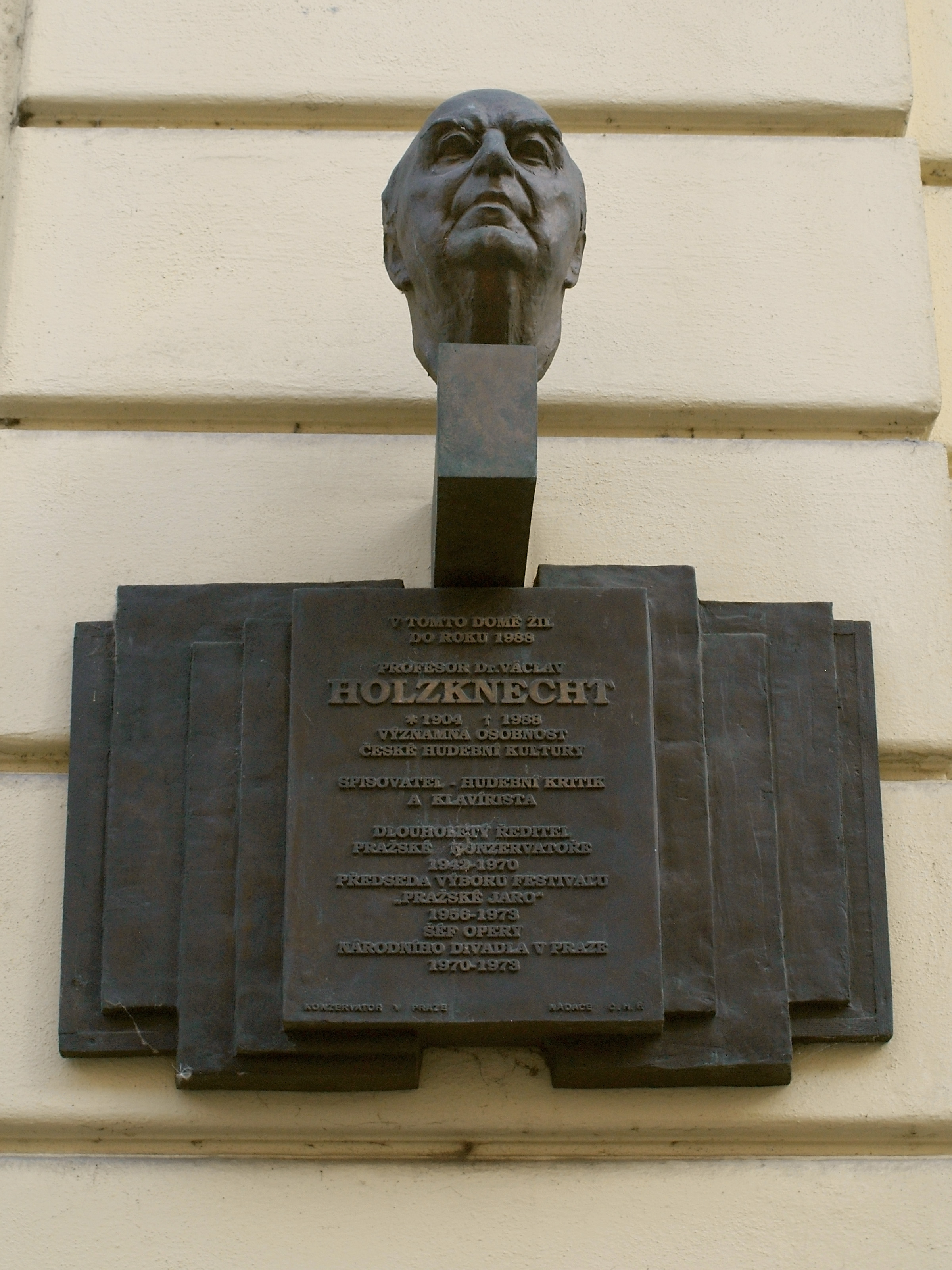
Pamětní deska prof. Holzknechta v pražské Široké ulici 56/10 (na domě, kde žil)

Na domě v pražské Široké ulici, ve kterém bydlel, je umístěna pamětní deska a busta.

## Zajímavost
O popularitě Václava Holzknechta jako interpreta svědčí karikatura, uveřejněná v Pestrém týdnu v roce 1937: